# Abderrahmane Benaissa
Abderrahmane Benaissa (ar. عبد الرحمان بن عيسى;ur. 22 marca 2004) – algierski zapaśnik walczący w stylu wolnym.
Triumfator mistrzostw Afryki w 2024. Srebrny medalista igrzysk panarabskich w 2023. Mistrz Afryki juniorów w 2023 roku.